# Tierra de Oates
La Tierra de Oates (en inglés, Oates Land) es un sector de la costa de la Antártida Oriental que se extiende a ambos lados de los sectores reclamados por Australia (Territorio Antártico Australiano) y Nueva Zelanda (Dependencia Ross). Ambas reclamaciones solo son reconocidas por unos pocos países y desde la firma del Tratado Antártico en 1959, lo mismo que otras reclamaciones antárticas, han quedado sujetas a sus disposiciones, por lo que Australia y Nueva Zelanda en sus respectivos sectores ejercen actos de administración y soberanía sin interferir en las actividades que realizan otros estados en ellos.
Según Australia, que denomina a este sector Oates Land, se extiende entre el meridiano 155° Este, límite con la Tierra de Jorge V, y el meridiano 164° Este, límite con la costa Pennell.
Otros países denominan a este sector de la Antártida como costa Oates, asignándole límites diferentes, entre el cabo Hudson (68°20′S 153°45′E / -68.333, 153.750) en el extremo norte de la península Mawson, límite con la costa de Jorge V, y el cabo Williams (70°30′S 164°09′E / -70.500, 164.150) en el lado este del término del glaciar Lillie, límite con la costa Pennell.
Las Usarp y Bowers y la cordillera Explorers corren perpendicular a la costa Oates, mientras que las colinas Wilson lo hacen en forma paralela. Los principales glaciares de esta costa son: Matusevich, Tomilin, Fergusson, Suvorov, y el Rennick de 200 millas de largo. Frente a la bahía Ob se hallan las islas Sputnik.
|  |

## Historia
La parte este de esta costa fue descubierta en febrero de 1911 por el teniente de la Royal Navy Harry Pennell, comandante del Terra Nova en la expedición Terra Nova (1911-13). Nombró la costa en honor del capitán Lawrence Oates tras el fallecimiento de este, que con el capitán Robert F. Scott y tres compañeros de la expedición antártica británica, murieron en el viaje de regreso desde el Polo Sur en 1912. 
La parte occidental, cerca de la península de Mawson, fue cartografiada por primera vez mediante el uso de fotografías aéreas tomadas por la Marina de EE. UU. en la Operación Highjump (1946-47). 
La Base Leningrádskaya fue fundada en esta costa por la Unión Soviética el 25 de febrero de 1971 por los miembros de la 15ª Expedición Antártica Soviética. Fue cerrada en 1991.